# Saint-Cyr-des-Gâts
Saint-Cyr-des-Gâts település Franciaországban, Vendée megyében. Lakosainak száma 543 fő (2022. január 1.). Saint-Cyr-des-Gâts Bourneau, Marsais-Sainte-Radégonde, Saint-Laurent-de-la-Salle, Saint-Martin-des-Fontaines és Rives-du-Fougerais községekkel határos.

## Népesség
A település népessége az elmúlt években az alábbi módon változott:
| Lakosok száma | 527  | 539  | 549  | 534  | 531  | 528  | 539  | 539  | 543  |
|               | 2013 | 2015 | 2016 | 2017 | 2018 | 2019 | 2020 | 2021 | 2022 |